# Бисери народне музике
Бисери народне музике је једанаести музички албум српског певача Шабана Шаулића. Објављен је 1986. године у издању музичке куће Сарајево диск. На албуму се налази десет песама. Све песме су народне. На албуму се налазе обраде народних песама из Србије и севдалинки из Босне.

## Песме
| Бр. | Назив песме                     | Трајање |
| --- | ------------------------------- | ------- |
| 1.  | Ах, мерака у вечери ране        | 04:32   |
| 2.  | Шта ћу кући тако рано           | 02:38   |
| 3.  | Тужно вјетри гором вију         | 04:35   |
| 4.  | Гдје ћеш бити лијепа Кејо       | 02:49   |
| 5.  | На ђерђефу везак везе Фата      | 03:42   |
| 6.  | На пријестолу сједи султан      | 05:40   |
| 7.  | Хеј, Мунира, гдје ти је Мухарем | 02:14   |
| 8.  | Низ поље иду бабо сејмени       | 04:35   |
| 9.  | Нигдје зоре ни бијела дана      | 03:15   |
| 10. | Прошетали шабачки трговци       | 02:24   |

Информације
- Одговорни уредник: Недељко Крављача
- Рецензент: Слободан Ђурасовић